# Закони для військових домів
Закони для військових домів (яп. 武家諸法度, ぶけしょはっと, буке сьохатто) — збірник основних законів японського сьоґунату Едо 17 — 19 століття, який регулював відносини між сьоґунатом і регіональними володарями даймьо.

## Короткі відомості
Після встановлення в Японії одноосібної влади Токуґави Ієясу і заснування сьоґунату, центральний уряд взявся за розробку законодавства, що базувалося б на офіційній етичній доктрині і дозволяло ефективно контролювати регіональних даймьо. В липні 1615 року (1 рік Ґенна) сьоґунат видав закон про замки, за яким даймьо дозволялося мати лише один замок у своїх володіннях, а наступного місяця опублікував фундаментальні «Закони для військових домів». Ці «Закони» були складені ченцем Контіїном Суденом за наказом Токуґави Ієясу, опубліковані за правління 2-го сьоґуна Токуґави Хідетади і складалися з 13 статей. «Закони» визначали зміст освіти і занять даймьо; забороняли надавати притулок політичним злочинцям і розбійникам; забороняли даймьо приймати вихідців із інших володінь окрім власних; зобов'язували даймьо сповіщати уряд про початок ремонту своїх замків; вимагали отримання урядового дозволу на шлюб між родинами даймьо; змушували даймьо періодично прибувати на службу в Едо; встановлювали умови для здійснення належного керування регіонами. Зміст «Законів» не був новинкою для тієї епохи, але їх офіційне видання перетворювало сьоґунат на головного арбітра Японії, який мав право суворо карати даймьо-порушників.
1635 року (12 рік Кан'ей), за правління 3-го сьоґуна Токуґави Ієміцу, до «Законів» були внесені значні поправки, написані Хаясі Радзаном. Зміст правок полягав у конкретизації загальних положень законів 1615 року. Зокрема була встановлена система періодичних відряджень до Едо, а також накладена заборона на використання кораблів тоннажністю більше 500 коку. Контроль уряду за даймьо було посилено шляхом встановлення ряду господарських обмежень, які заважали регіональним володарям збагачуватися.
1663 року (3 рік Камбун), за правління 4-го сьоґуна Токуґави Ієцуни, була проведена друга реформа «Законів». До них були додані положення, які забороняли проповідування і сповідування християнства, а також положення, які передбачали покарання за прояви неповаги до батьків і старших. Змістовно новою поправкою до «Законів» була заборона на обряд ритуального самогубства васалів і дружин після смерті сюзерена або чоловіка. Ця тенденція на антихристиянізацію і гуманізацію законодавства спостерігалася у поправках 1683 року (3 року Тенна, за правління 5-го сьоґуна Токуґави Цунайосі.
За правління 6-го сьоґуна Токуґави Ієнобу були прийняті нові поправки 1710 року (7 рік Хоей). Їх склав провідний японський конфуціанець початку 18 століття Араї Хакусекі. Основною ідеєю поправок була вимога дотримання гуманного правління. Втім за правління 8 сьоґуна Токуґави Йосімуне ці поправки були скасовані.
«Закони» залишалися основною збірником самурайського права до середини 19 століття.